# District de Jiaocheng
Pour les articles homonymes, voir Jiaocheng.
Le district de Jiaocheng (蕉城区 ; pinyin : Jiāochéng Qū) est une subdivision administrative de la province du Fujian en Chine. Il est placé sous la juridiction de la ville-préfecture de Ningde.